# اپرت (فیلم)
اپرت (انگلیسی: Operetta) فیلمی به کارگردانی ویلی فرست است که در سال ۱۹۴۰ منتشر شد. از بازیگران آن می‌توان به ویلی فرست، کورد یورگنس، و زیگفرید برور اشاره کرد.